# Ма-Ме-О-Біч
Ма-Ме-О-Біч (англ. Ma-Me-O Beach) — літнє село в Канаді, у провінції Альберта, у складі муніципального району Ветасківін № 10.

## Населення
За даними перепису 2016 року, літнє село нараховувало 110 осіб постійного населення, показавши скорочення на 2,7%, порівняно з 2011-м роком. Середня густина населення становила 213,3 осіб/км².
З офіційних мов обидвома одночасно володіли 5 жителів, тільки англійською — 105. Усього 5 осіб вважали рідною мовою не одну з офіційних, з них 5 — українську.
Працездатне населення становило 55 осіб (50% усього населення), рівень безробіття — 27,3%.

## Клімат
Середня річна температура становить 2,6°C, середня максимальна – 20,9°C, а середня мінімальна – -18,4°C. Середня річна кількість опадів – 512 мм.
| Клімат поселення                              | Клімат поселення | Клімат поселення | Клімат поселення | Клімат поселення | Клімат поселення | Клімат поселення | Клімат поселення | Клімат поселення | Клімат поселення | Клімат поселення | Клімат поселення | Клімат поселення | Клімат поселення |
| Показник                                      | Січ.             | Лют.             | Бер.             | Квіт.            | Трав.            | Черв.            | Лип.             | Серп.            | Вер.             | Жовт.            | Лист.            | Груд.            |                  |
| Середній максимум, °C                         | −6,69            | −3,59            | 1,07             | 9,12             | 14,75            | 18,95            | 20,90            | 20,64            | 15,63            | 10,52            | 1,36             | −4,23            |                  |
| Середня температура, °C                       | −12,55           | −9,46            | −4,79            | 3,25             | 8,86             | 13,10            | 15,47            | 15,21            | 10,21            | 5,10             | −4,06            | −9,64            |                  |
| Середній мінімум, °C                          | −18,42           | −15,31           | −10,66           | −2,61            | 3,01             | 7,22             | 10,02            | 9,78             | 4,77             | −0,35            | −9,51            | −15,09           |                  |
| Норма опадів, мм                              | 24               | 17               | 21               | 31               | 54               | 86               | 102              | 68               | 46               | 26               | 21               | 16               |                  |
| Середньомісячна швидкість вітру, м/с          | 3.20             | 3.30             | 3.40             | 3.70             | 3.70             | 3.30             | 3.00             | 2.90             | 3.10             | 3.40             | 3.30             | 3.30             |                  |
| Середньомісячна сонячна радіація, кДж/м²·день | 3675             | 7200             | 12316            | 17188            | 20743            | 22154            | 22411            | 18742            | 12856            | 7694             | 3913             | 2689             |                  |
| --------------------------------------------- | ---------------- | ---------------- | ---------------- | ---------------- | ---------------- | ---------------- | ---------------- | ---------------- | ---------------- | ---------------- | ---------------- | ---------------- | ---------------- |
| Джерело:                                      |                  |                  |                  |                  |                  |                  |                  |                  |                  |                  |                  |                  |                  |